# Anthophora abjuncta
Anthophora abjuncta är en biart som beskrevs av Cockerell 1922. Anthophora abjuncta ingår i släktet pälsbin, och familjen långtungebin. Inga underarter finns listade i Catalogue of Life.